# Треска
Треска (мак. Треска) — річка на заході Північної Македонії, права притока Вардара. Протікає у східному напрямку через місто Кичево. Впадає у Вардар в столиці Північної Македонії Скоп'є.
На річці створено два водосховища із гідроелектростанціями: у 1937 році Матка й у 2004-му Kozjak.
| Земля | Це незавершена стаття з географії. Ви можете допомогти проєкту, виправивши або дописавши її. |